# Joseph Di Mambro

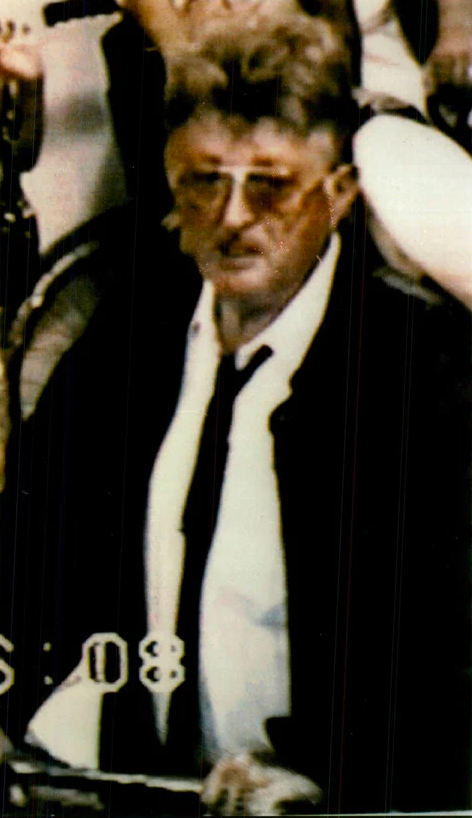
Joseph Di Mambro (1993)

Joseph Léonce „Jo“ Di Mambro (* 19. August 1924 in Pont-Saint-Esprit; † 5. Oktober 1994 in Salvan VS, Schweiz) war ein französischer Sektengründer. Gemeinsam mit Luc Jouret war er der Begründer der Sonnentempler. Insgesamt 78 Mitglieder dieser Sekte, darunter Di Mambro, starben im Jahr 1994 durch Vergiftung, Erschießung oder Suizid. Der Fall sorgte für weltweite Aufmerksamkeit.

## Leben
Di Mambro wuchs im südfranzösischen Pont-Saint-Esprit, einem Ort am rechten Ufer der Rhone, in einer traditionell katholischen Familie auf. Dort besuchte er die örtliche private katholische Schule. Sein Vater Raphael stammte aus Oberitalien. Seine Mutter Fernande war eine Näherin aus Nîmes. Er hatte noch eine Schwester namens Florina und einen Bruder namens Nikolas. Seine Schwester Florina kam 1985 bei einem Verkehrsunfall an einem Bahnübergang in Pont-Saint-Esprit ums Leben. Sein Bruder verstarb 2011 in Pont-Saint-Esprit. Di Mambro absolvierte zunächst eine Uhrmacher- und Goldschmiedausbildung, erlernte das Violinspiel und interessierte sich früh für esoterische Schriften. Am 11. März 1944 heiratete er Jeannine Saltet, die 1999 verstarb. Sie hatten ein gemeinsames Kind namens Bernard. Im Jahr 1965 betrieben die Eheleute ein Juweliergeschäft in Pont-Saint-Esprit.

## AMORC, Sonnentempler und Tod
Von 1956 bis 1968 war Di Mambro Mitglied des AMORC, eines sich auf die Rosenkreuzer berufenden, von Harvey Spencer Lewis 1915 gegründeten Initiatenordens. Vermutlich im Jahre 1971 gründete Di Mambro die Gemeinschaft der Sonnentempler. In der öffentlichen und rechtlichen Außenvertretung firmierte die Gemeinschaft unter dem Dach der am 12. Juli 1978 in Genf ins Leben gerufenen Golden Way Foundation. 1973 eröffnete Di Mambro eine Yoga-Schule und ein „kulturelles Zentrum für Entspannung“ in Annemasse bei Genf. In der Zeit zwischen 1979 und 1981 begegnete Di Mambro dem belgischen homöopathischen Arzt Luc Jouret (* 1947; † 1994). Jouret, der indirekte Kontakte zum AMORC hatte, war Großmeister des Neo-Templerordens Ordre Rénové du Temple (ORT), dessen Mitglieder er bei den Sonnentemplern (Ordre du Temple Solaire) einbrachte. Er veranstaltete Kurse und Seminare, während Di Mambro die Gemeinschaft von seinem Hauptquartier, einem ehemaligen Kloster in Québec, aus leitete. Wohlhabende Mitglieder bezahlten wöchentlich 200 Franken an den Tempel.
Di Mambro und Jouret leiteten den Sonnentempler-Orden autokratisch, und die Arbeitskraft der Mitglieder wurde systematisch ausgebeutet. Di Mambro steuerte das Sozialleben der Mitglieder, arrangierte Ehen, bestimmte die Namen der neugeborenen Kinder der Mitglieder und trennte Familien. In ihren besten Zeiten 1989 hatte die Gemeinschaft in Frankreich, der Romandie und Kanada über 400 Mitglieder aus wohlhabenden bürgerlichen Kreisen, die hohe Geldspenden leisteten. Daneben handelten Jouret und Di Mambro mit internationalen Immobilien.
Aus der Beziehung mit seiner Geliebten Dominique Bellaton ging Di Mambros Tochter Emanuelle hervor, die er zum Messias erziehen lassen wollte.
Der Sonnentempler-Orden geriet in eine Krise, nachdem bekannt geworden war, dass Di Mambro und Jouret einen exklusiven Lebensstil führten, und manche okkulte Praktiken des Duos als Hokuspokus entlarvt worden waren. Ehemalige Mitglieder forderten teilweise in jahrelangen Prozessen ihr eingezahltes Geld zurück. Gegen Di Mambro wurde in mehreren Ländern wegen Betrugs und gegen Jouret wegen Waffenhandel ermittelt.
1994 erhielt die menschenverachtende Lehre der Sonnentempler eine apokalyptische Dimension, die in der Wahnvorstellung mündete, dass die Sektenmitglieder nach einem kollektiven Tod gemeinsam im Sternensystem des Sirius reinkarnieren würden, um dort eine neue Menschheit zu gründen.
Am Morgen des 6. Oktober 1994 fand man 25 Leichen in Granges-sur-Salvan bei Salvan, darunter die von Di Mambro, Bellaton, Emanuelle und Jouret. In den Tagen zuvor waren insgesamt 53 weitere Mitglieder der Sonnentempler in Cheiry und im kanadischen Morin Heights gestorben, die teils erschossen und vergiftet worden waren oder durch Suizid ums Leben gekommen waren.